# Vicente Ruiz Valarino
Vicente Ruiz Valarino (Valencia, 1872 - 1945) fue un político de la Comunidad Valenciana, España.

## Biografía
Hijo de Trinitario Ruiz Capdepón y hermano de Trinitario y Manuel. Trabajó como oficial del cuerpo técnico de la Subsecretaría del Ministerio de Gracia y Justicia. Cuando su hermano Trinitario fue nombrado senador vitalicio, le sustituyó como diputado por el distrito electoral de Dolores dentro de la fracción liberal-demócrata del Partido Liberal en las elecciones de 1910, 1914, 1916, 1918, 1919, 1920 y 1923.